# Klaratunneln

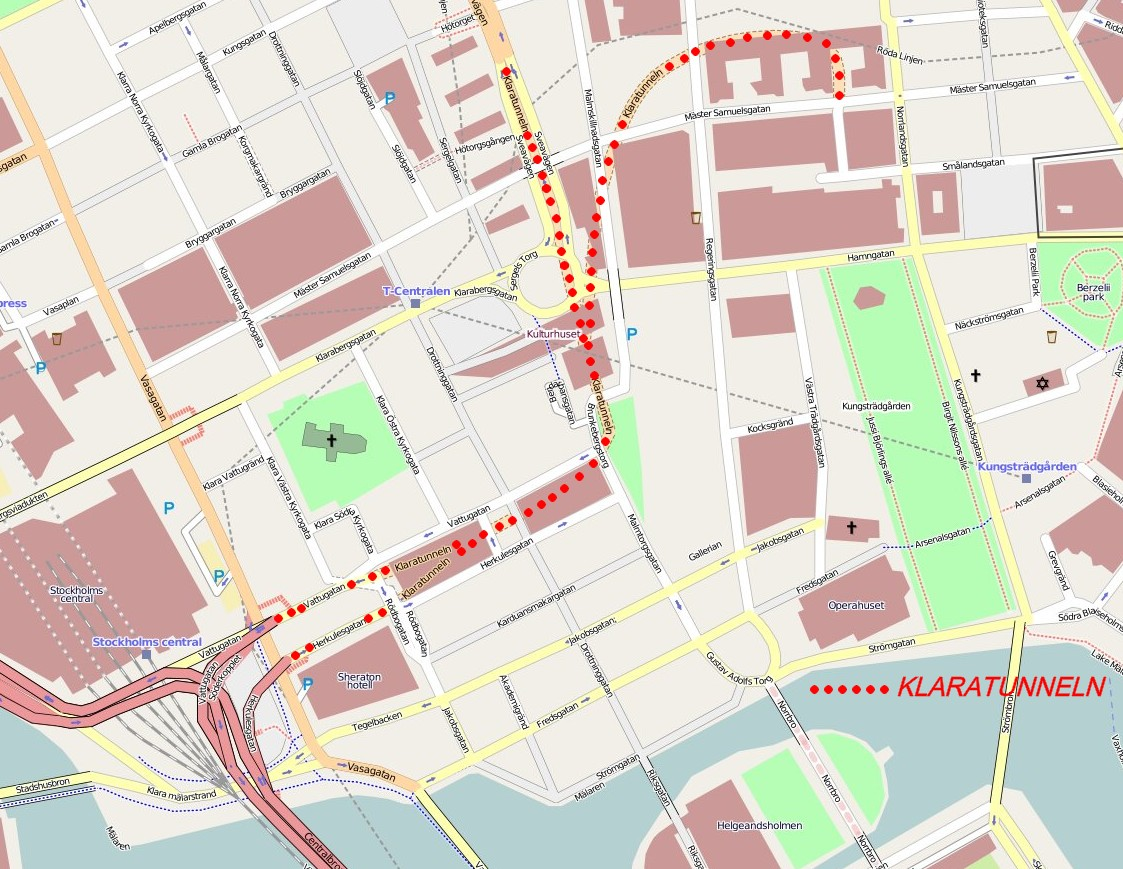
Stockholms city med Klaratunneln på "Open street map".

Klaratunneln är en vägtunnel i Stockholms city som består av två grenar; en kortare gren som sträcker sig mellan Tegelbacken och Sveavägen (500 meter lång) och en längre gren från Tegelbacken till Mäster Samuelsgatan (850 meter lång). I oktober 1976 invigdes avsnittet Tegelbacken–Sveavägen och juni 1979 den östra grenen till Mäster Samuelsgatan. Tunneln var bland de sista av Norrmalmsregleringens trafikprojekt som genomfördes i Stockholm. Tunneln fick sitt namn 1966 och går under Sergels torg, Brunkebergstorg och kvarteren Wahrenberg och Elefanten i Klarakvarteren.

## Bakgrund

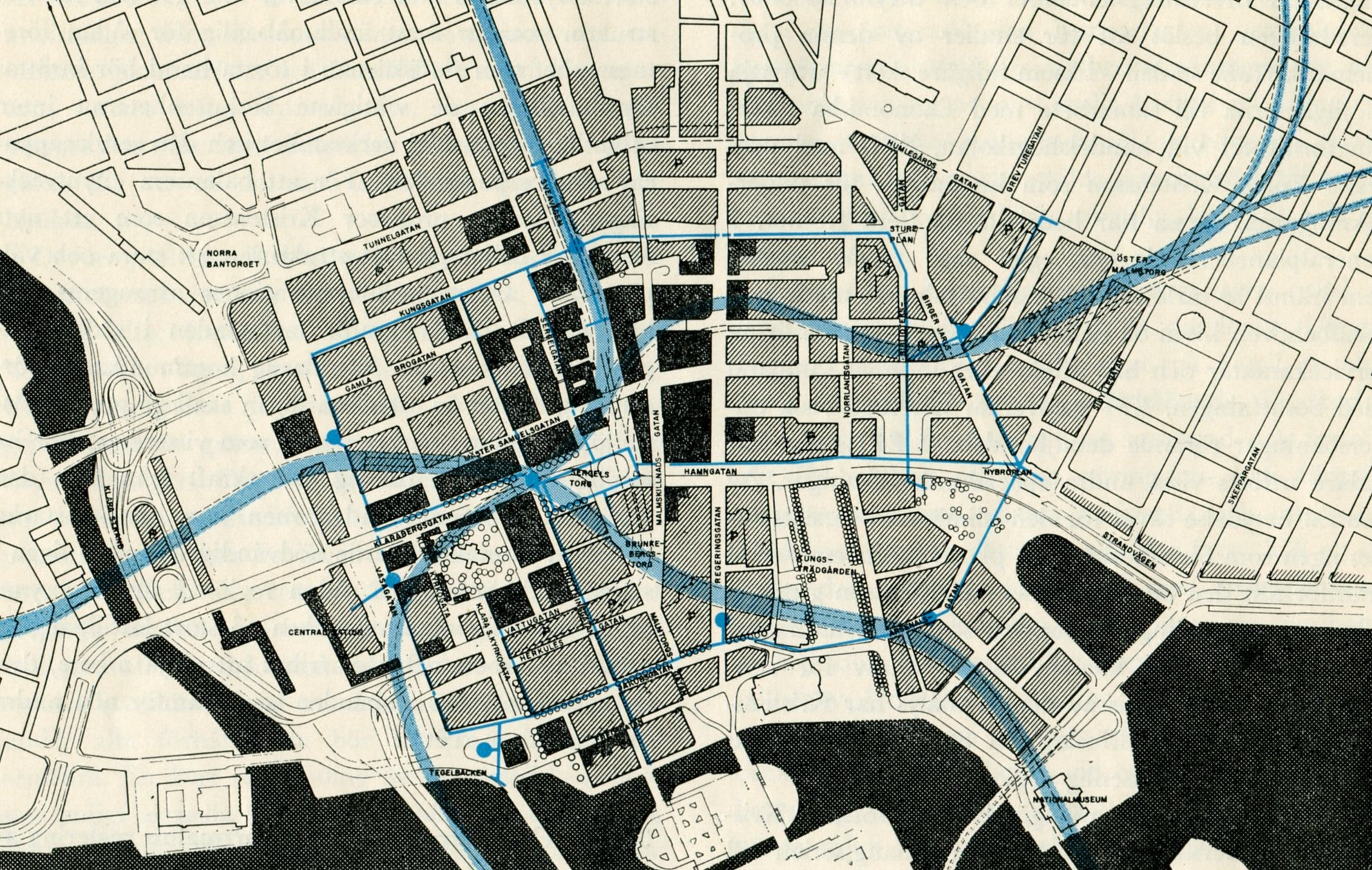
Stockholms city plan 1962, "City 62".

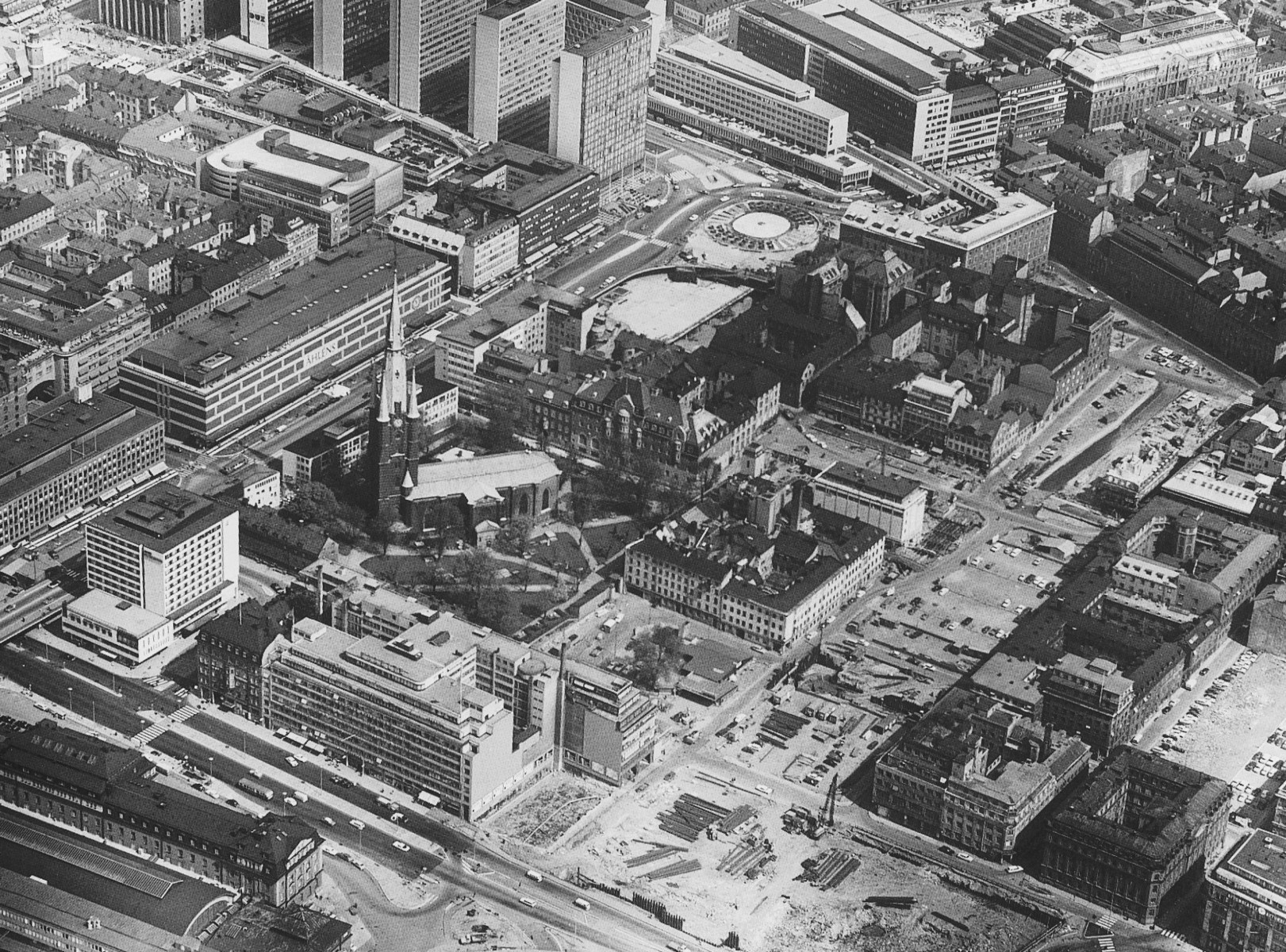
Flygbild över tunnelområdet i maj 1967

Tillkomsten av Klaratunneln hänger ihop med diskussionerna kring Sveavägens förlängning söderut. Frågan om Sveavägen skulle dras rakt söderut ända fram till Gustaf Adolfs torg eller kopplas till den framtida Centralbron vid Tegelbacken hade engagerat politiker, arkitekter och trafikexperter från 1920-talet och framåt. 
En arkitekt som kom att engagera sig ingående i trafikföringen på nedre Norrmalm på 1930- och 1940-talen var Slussen-skaparen Tage William-Olsson. Uppmuntrad av sin framgång med Slussens trafikkarusell presenterade han en mängd förslag om hur trafiken skulle kunna ledas från Centralbron och Tegelbacken till Sveavägen, respektive från Tegelbacken till Nybroplan. Ett av de mer långtgående var en förbindelse mellan Tegelbacken och Nybroplan. I detta förslag skulle en trafikled föras från Stadshusbron över järnvägen, fortsätta i en breddad Herkulesgatan med en tunnelgren till Sveavägen och en tunnelgren rakt österut, där Kungsträdgården skulle korsas på viadukt och ansluta till Strandvägen. Inte bara Berns salonger och Sankta Eugiena katolska kyrka kom i farozonen, även ett stort område längs Herkulesgatans sträckning skulle bli nödvändigt att riva.
I 1946 års cityplan valde Stockholms stadsfullmäktige att gå vidare med alternativet som Stockholms stadsbyggnadskontor hade utarbetat. Sveavägen skulle stanna vid Sergels torg och trafiken skulle ledas i en tunnel mot Tegelbacken. Stadens principbeslut utvecklades i cityplan 62. I City 62, som planen kallades, tillkom dessutom en gren österut som skulle mynna i Jakobsbergsgatan. Därifrån skulle trafiken kunna nå både ned till Stureplan och Kungsträdgården via Norrlandsgatan eller  svänga något söderut och komma upp på en upplyft, breddad Mäster Samuelsgatan som via broar över både Norrlandsgatan och Birger Jarlsgatan skulle föra den vidare till Östermalm. I cityplan 67 ändrades planerna något; det beslöts att man från Klaratunnelns in-/utfart från Jakobsbergsgatan även skulle kunna köra rakt österut för att nå Östermalm. Jakobsbergsgatan skulle istället breddas och lyftas upp och fortsätta i en bro över Birger Jarlsgatan. Dessutom beslutades det att två parkeringshus skulle uppföras på Klaratunneln mellan Herkulesgatan och Vattugatan (Parkeringshuset Elefanten och i kvarteret Wahrenberg). 
Hela Klaratunneln ingick i byggfas 2, som omfattade kvarteren söder om Sergels torg med Riksbankshuset, Kulturhuset och regeringskvarteren. Byggstart för byggfas 2 var planerad till början av 1968.

## Debatt
Tunnelprojektet blev hösten och vintern 1959-1960 föremål för en offentlig debatt. Handelskammaren menade bland annat att “…en god miljö i city förutsatte en begränsning av biltrafiken och tunneln skulle pumpa en koncentrerad trafikström direkt in i stadskärnan". Även från högerhåll (dåvarande högerpartiet, nu moderaterna) yrkades att tunneln skulle utgå ur trafikledsplanen, men med handlingsfrihet för en framtida tunnel. Socialdemokraterna och folkpartiet var anhängare till tunnelprojektet och delade teknikernas uppfattning att en tunnel var nödvändig för citys trafikförsörjning.

## Genomförandet

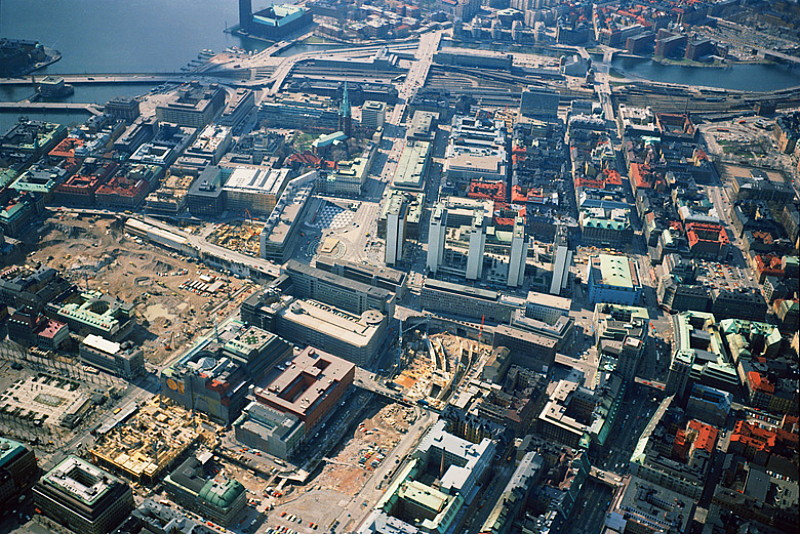
Tunnelbygget, gren i öppet schakt till Mäster Samuelsgatan i april 1973 (nedanför bildens mitt).

Något egentligt datum för byggstart av Klaratunneln finns inte, utan vissa tunnelavsnitt hade stegvis utbyggts i samband med nybebyggelsen kring Sergels torg. Tunnelbygget förde genom Brunkebergsåsens lösa grus- och sandmassor och fick därför byggas, liksom tidigare tunnelbanan, i öppet schakt. 1967 var bebyggelsen i kvarteren Elefanten och Wahrenberg mellan Vattugatan och Herkulesgatan, från Vasagatan ända upp till Brunkebergstorg avrivna. När Centralbron invigdes i samband med högertrafikomläggningen 1967 pågick byggnadsarbeten för Klaratunneln för fullt. Byggprocessen skulle dock dra ut på tiden eftersom den skulle gå hand i hand med nybebyggelse ovanpå tunneln och med en omfattande infrastruktur under jorden med försörjningssystem och ledningsdragningar samt delar av Klara skyddsrum (Klara-/Vattugaraget).
Under tiden hade även folkopinionen förändrats med en inställning emot fortsatta cityregleringar. Vändpunkten betraktas allmänt som Almstriden 1971. Detta i samband med svagare offentliga finanser ledde till att även den påbörjade Klaratunnelns framtid stod på spel. Tunnelns östra gren kom att sluta, något abrupt, vinkelrätt mot Mäster Samuelsgatan i sin ursprungliga nivå vid Salénhuset och utan fortsättning på broar mot Östermalm. Grenen mellan Sveavägen och Tegelbacken öppnades för trafik i oktober 1976 och den östra grenen i juni 1979, båda utan några särskilda ceremonier.

## Den färdiga tunneln
Klaratunneln är en hårt belastad trafikled. Enligt en utredning av Gatu- och fastighetsnämnden 2003 måste bland annat brandskyddet förbättras, det befintliga sprinklersystemet måste renoveras och takets förorenade isolering måste bytas. Det finns även ett stort behov av betongreparationer. Likaså väggbeklädnaden, som består av asbestcementskivor, behöver bytas ut. Driftsutrymmena behöver fräschas upp och nödtelefoner måste installeras. I februari 2020 beslutade Stockholms kommunfullmäktige att renoveringen skulle genomföras. Arbetena ska preliminärt genomföras 2028–2030.
Vid en brandövning i tunneln i juni 2008 visade det sig att brandförsvaret saknade en insatsplan i Klaratunneln. Vid övningen vällde den konstgjorda röken ut på fel ställe, inte vid Centralbrons öppning utan vid Sveavägens. På grund av Klaratunnelns låga takhöjd (3 meter) finns varken plats för trafikkameror eller ventilationsfläktar i taket. Tilluften förs in genom tilluftsdon vid vägbanan och ut igen vid taket. Systemet är trögt vid en brandsituation, kunde man konstatera.

## Bilder

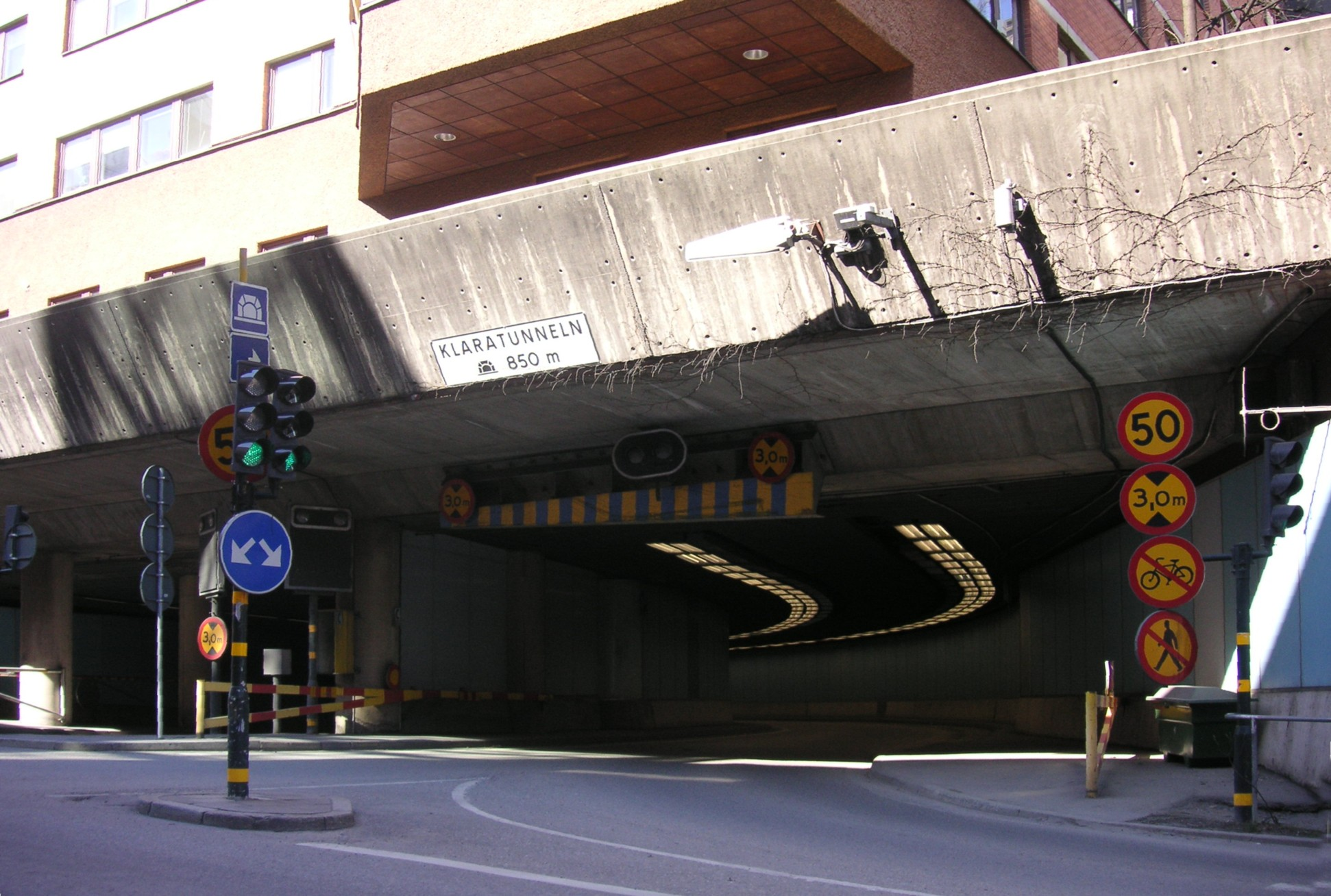
Tunnelinfart från Mäster Samuelsgatan.
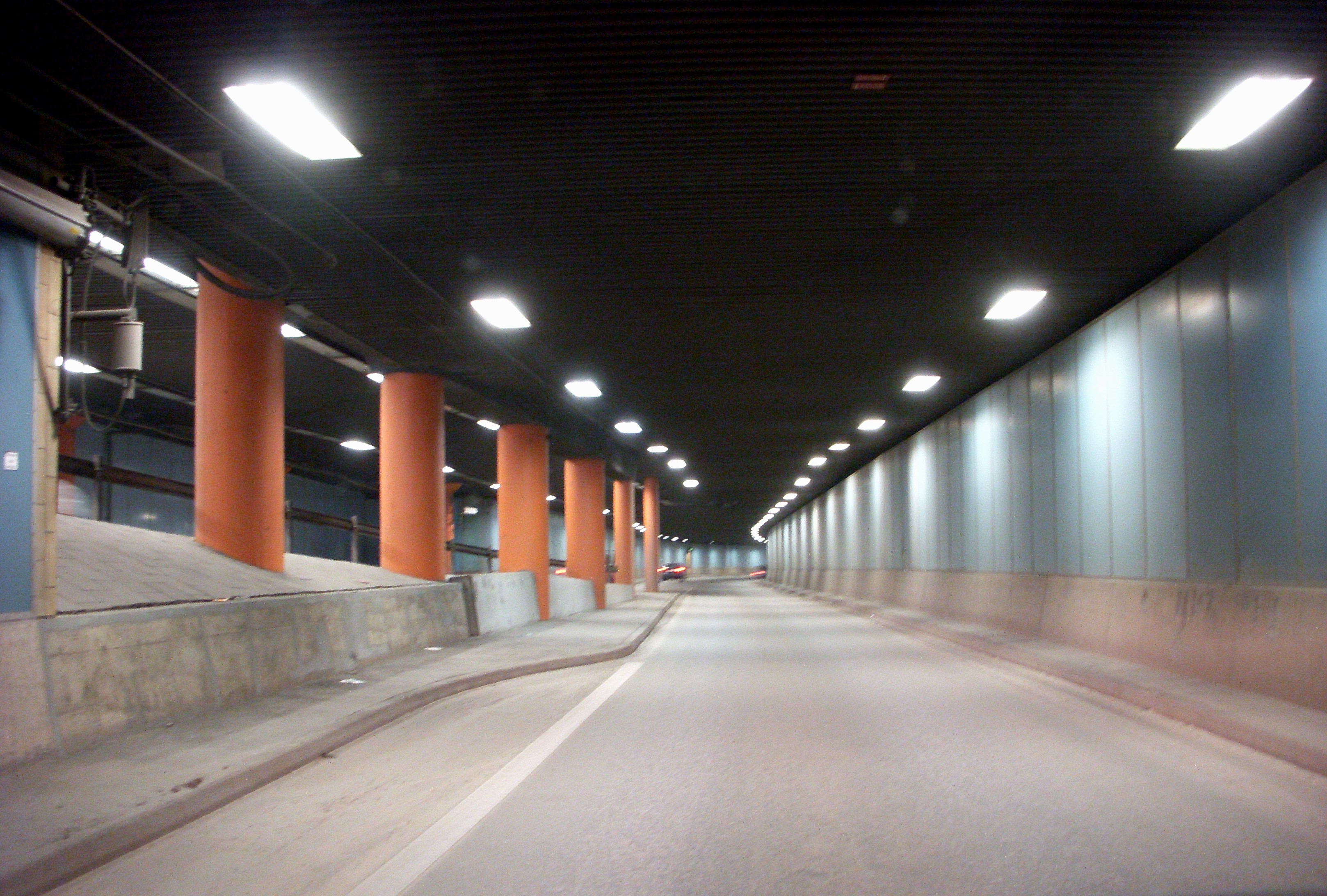
Klaratunneln under Kulturhuset.
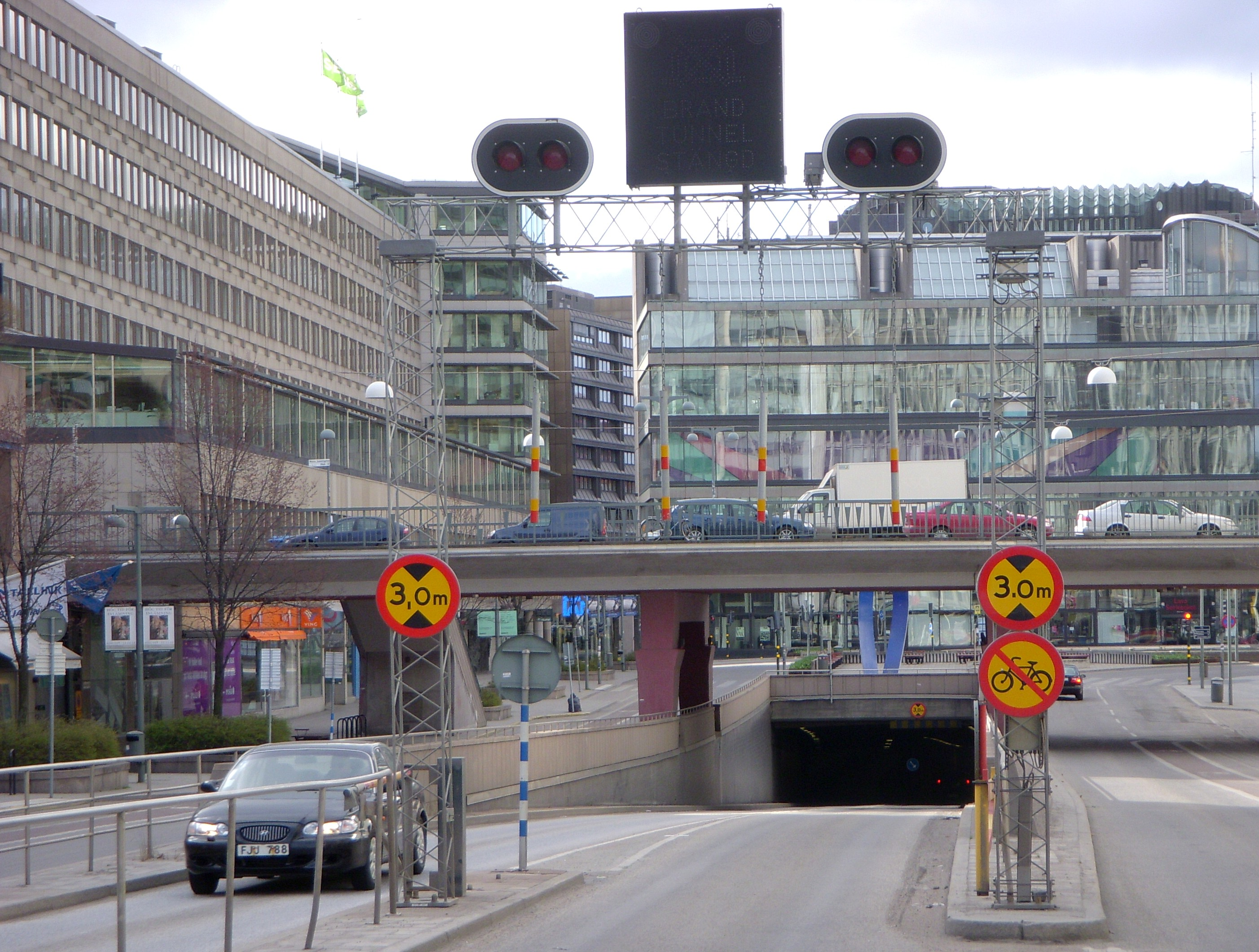
Tunnelinfart från Sveavägen.
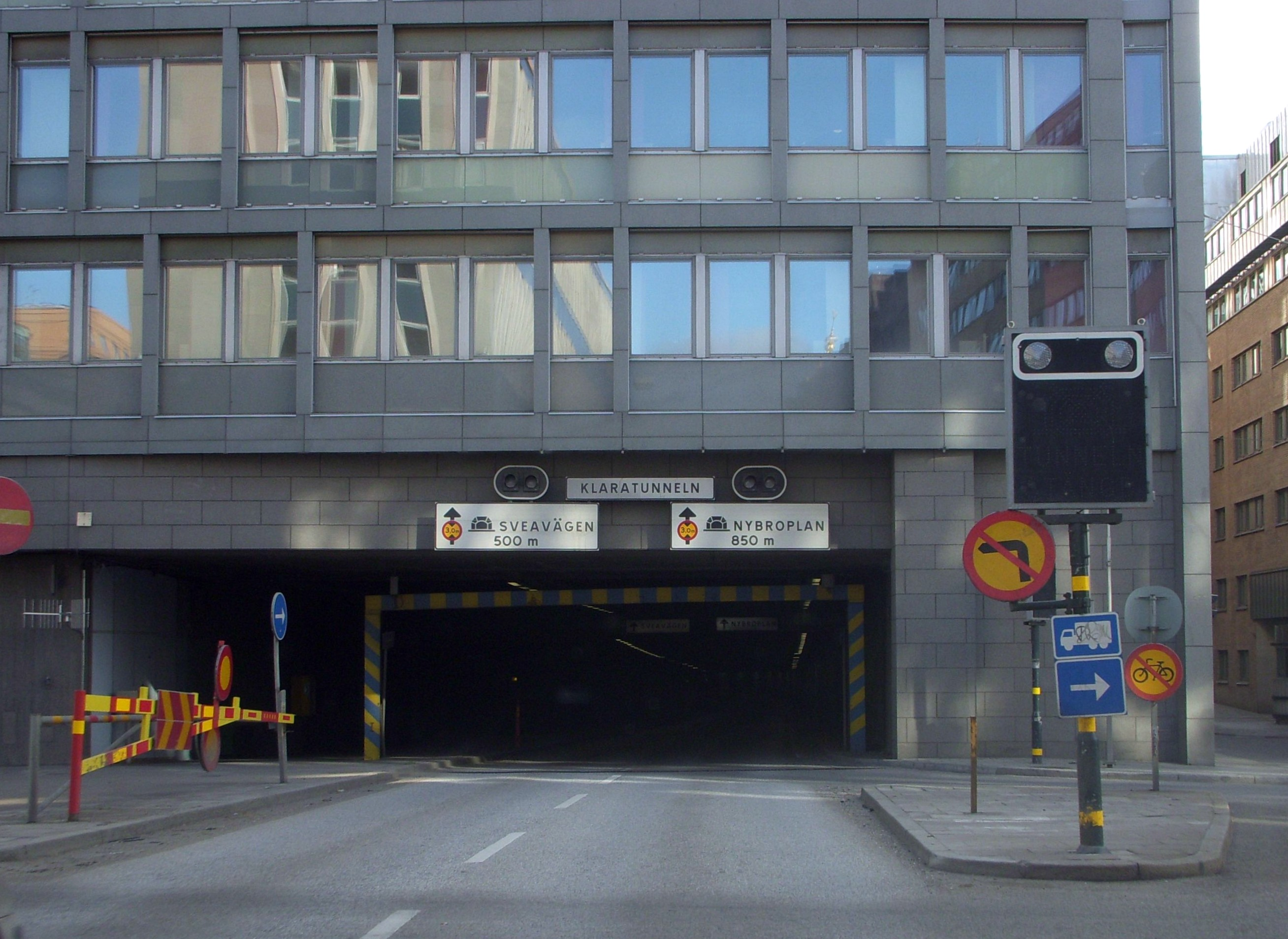
Tunnelinfart från Centralbron.
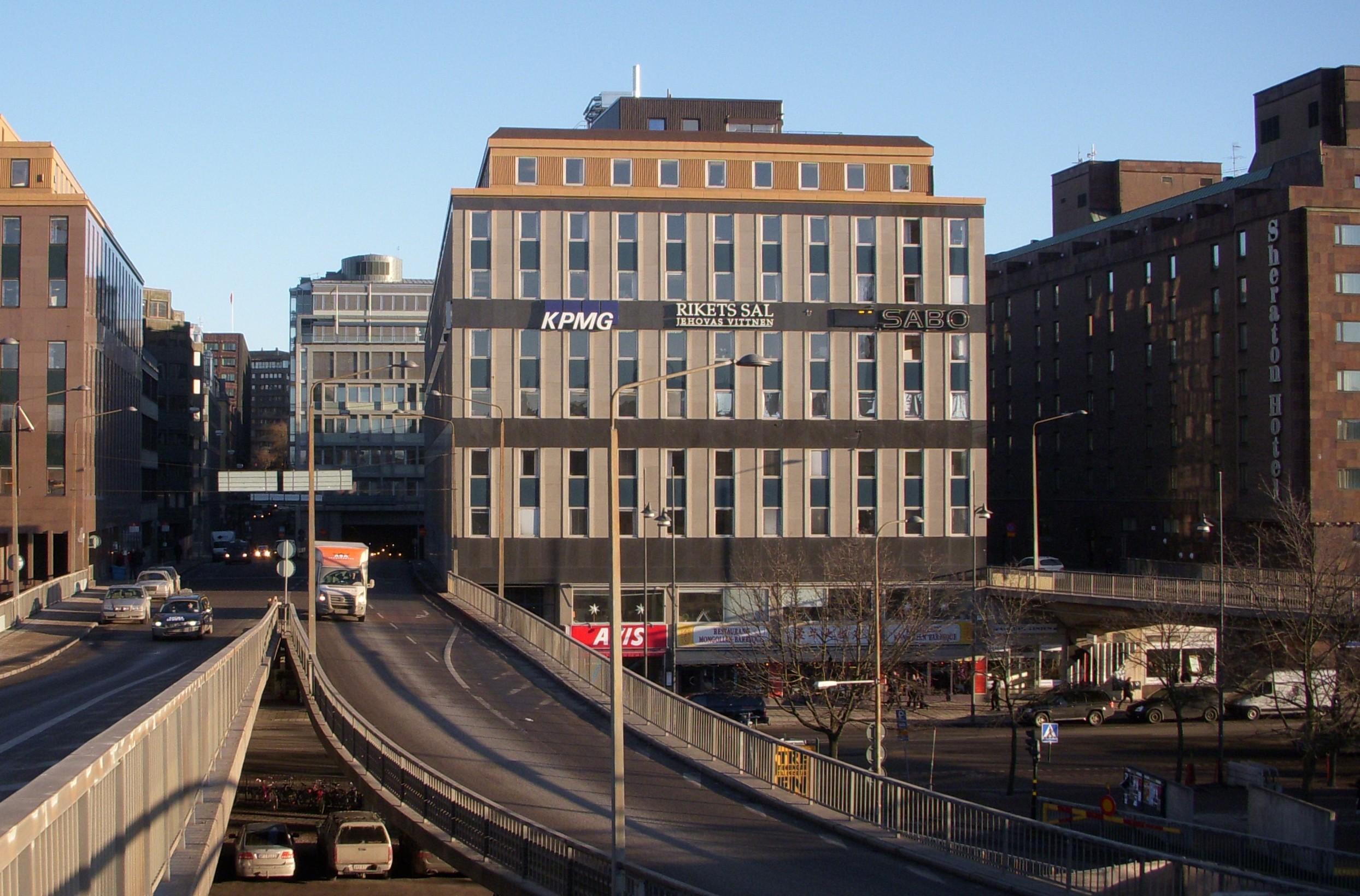
Utfartsrampen över Vasagatan.
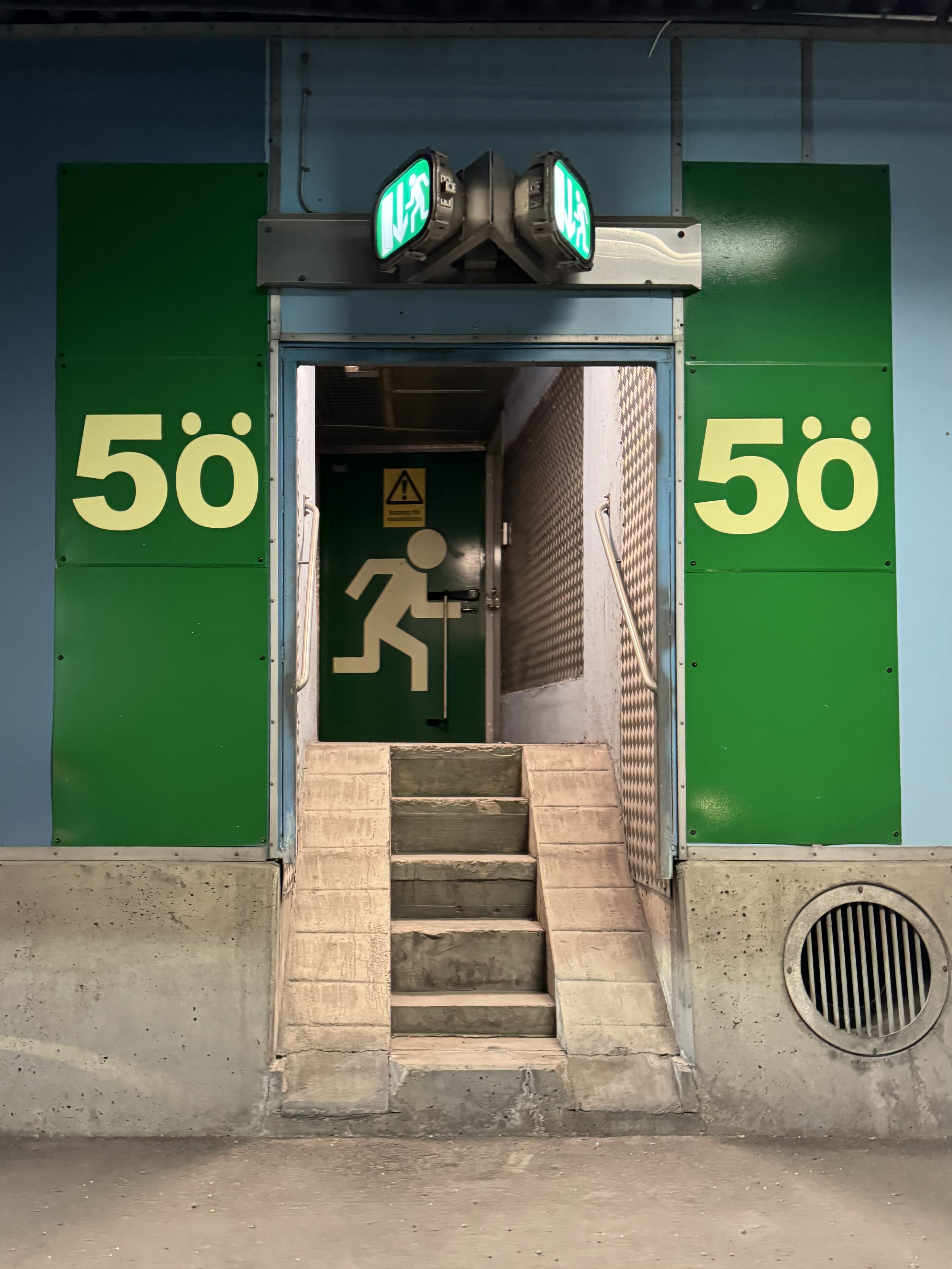
Nödutgång nr 5, 2024.